# Jeux du Commonwealth de 2006
Navigation
Édition précédente Édition suivante
Cet article présente le tableau des médailles des Jeux du Commonwealth de 2006, tenus à Melbourne en Australie.
Les pays sont ordonnés selon le nombre de médailles d'or remportées, ensuite selon le nombre de médailles d'argent, finalement selon le nombre de médailles de bronze. Si le résultat est ex æquo, les pays sont ordonnés selon l'ordre alphabétique.

## Pays participants
- Australie
- Nouvelle-Zélande
- Fidji
- Papouasie-Nouvelle-Guinée
- Afrique du Sud
- Kenya
- Tanzanie
- Ouganda
- Malawi
- Canada
- Bahamas
- Barbade
- Sainte-Lucie
- Saint-Christophe-et-Niévès
- Angleterre
- Écosse
- Pays de Galles
- Irlande du Nord
- Inde
- Pakistan
- Bangladesh
- Sri Lanka
- Lesotho
- Swaziland
- Botswana
- Nigeria
- Cameroun
- Mozambique
- Ghana

## Liste des sports
- Athlétisme (résultats)
- Badminton
- Boxe (résultats)
- Cyclisme (résultats)
- Haltérophilie
- Natation  (résultats)
- Squash
- Tennis de table  (résultats)
- Tir

## Tableau des médailles
| Décompte des médailles des jeux du Commonwealth de 2006 | Décompte des médailles des jeux du Commonwealth de 2006 | Décompte des médailles des jeux du Commonwealth de 2006 | Décompte des médailles des jeux du Commonwealth de 2006 | Décompte des médailles des jeux du Commonwealth de 2006 | Décompte des médailles des jeux du Commonwealth de 2006 | Décompte des médailles des jeux du Commonwealth de 2006 | Décompte des médailles des jeux du Commonwealth de 2006 |
| ------------------------------------------------------- | ------------------------------------------------------- | ------------------------------------------------------- | ------------------------------------------------------- | ------------------------------------------------------- | ------------------------------------------------------- | ------------------------------------------------------- | ------------------------------------------------------- |
| Rang                                                    | Pays                                                    |                                                         | Médaille d'argent                                       | Médaille de bronze                                      | Total                                                   | Rang par médailles d’or                                 | Rang par total des médailles                            |
| 1                                                       | Australie                                               | 84                                                      | 69                                                      | 68                                                      | 221                                                     | 1                                                       | 1                                                       |
| 2                                                       | Angleterre                                              | 36                                                      | 40                                                      | 34                                                      | 110                                                     | 2                                                       | 2                                                       |
| 3                                                       | Canada                                                  | 26                                                      | 29                                                      | 31                                                      | 86                                                      | 3                                                       | 3                                                       |
| 4                                                       | Inde                                                    | 22                                                      | 17                                                      | 11                                                      | 50                                                      | 4                                                       | 4                                                       |
| 5                                                       | Afrique du Sud                                          | 12                                                      | 13                                                      | 13                                                      | 37                                                      | 5                                                       | 5                                                       |
| 6                                                       | Écosse                                                  | 11                                                      | 7                                                       | 11                                                      | 29                                                      | 6                                                       | ex aequo 7                                              |
| 7                                                       | Jamaïque                                                | 10                                                      | 4                                                       | 8                                                       | 22                                                      | 7                                                       | 9                                                       |
| 8                                                       | Malaisie                                                | 7                                                       | 12                                                      | 10                                                      | 29                                                      | 8                                                       | ex aequo 7                                              |
| 9                                                       | Nouvelle-Zélande                                        | 6                                                       | 12                                                      | 13                                                      | 31                                                      | ex aequo 9                                              | 6                                                       |
| 10                                                      | Kenya                                                   | 6                                                       | 5                                                       | 7                                                       | 18                                                      | ex aequo 9                                              | ex aequo 11                                             |
| 11                                                      | Singapour                                               | 5                                                       | 6                                                       | 7                                                       | 18                                                      | 11                                                      | ex aequo 11                                             |
| 12                                                      | Nigeria                                                 | 4                                                       | 6                                                       | 7                                                       | 17                                                      | 12                                                      | 13                                                      |
| 13                                                      | Pays de Galles                                          | 3                                                       | 5                                                       | 11                                                      | 19                                                      | ex aequo 13                                             | 10                                                      |
| 14                                                      | Chypre                                                  | 3                                                       | 1                                                       | 2                                                       | 6                                                       | ex aequo 13                                             | 14                                                      |
| 15                                                      | Ghana                                                   | 2                                                       | 0                                                       | 1                                                       | 3                                                       | ex aequo 15                                             | ex aequo 16                                             |
| 15                                                      | Ouganda                                                 | 2                                                       | 0                                                       | 1                                                       | 3                                                       | ex aequo 15                                             | ex aequo 16                                             |
| 17                                                      | Pakistan                                                | 1                                                       | 3                                                       | 1                                                       | 5                                                       | ex aequo 17                                             | 15                                                      |
| 18                                                      | Papouasie-Nouvelle-Guinée                               | 1                                                       | 1                                                       | 0                                                       | 2                                                       | ex aequo 17                                             | ex aequo 21                                             |
| 19                                                      | Île de Man                                              | 1                                                       | 0                                                       | 1                                                       | 2                                                       | ex aequo 17                                             | ex aequo 21                                             |
| 19                                                      | Namibie                                                 | 1                                                       | 0                                                       | 1                                                       | 2                                                       | ex aequo 17                                             | ex aequo 21                                             |
| 19                                                      | Tanzanie                                                | 1                                                       | 0                                                       | 1                                                       | 2                                                       | ex aequo 17                                             | ex aequo 21                                             |
| 22                                                      | Sri Lanka                                               | 1                                                       | 0                                                       | 0                                                       | 1                                                       | ex aequo 17                                             | ex aequo 31                                             |
| 23                                                      | Maurice                                                 | 0                                                       | 3                                                       | 0                                                       | 3                                                       | ex aequo 23                                             | ex aequo 16                                             |
| 24                                                      | Bahamas                                                 | 0                                                       | 2                                                       | 0                                                       | 2                                                       | ex aequo 23                                             | ex aequo 21                                             |
| 24                                                      | Irlande du Nord                                         | 0                                                       | 2                                                       | 0                                                       | 2                                                       | ex aequo 23                                             | ex aequo 21                                             |
| 26                                                      | Cameroun                                                | 0                                                       | 1                                                       | 2                                                       | 3                                                       | ex aequo 23                                             | ex aequo 16                                             |
| 27                                                      | Botswana                                                | 0                                                       | 1                                                       | 1                                                       | 2                                                       | ex aequo 23                                             | ex aequo 21                                             |
| 27                                                      | Malte                                                   | 0                                                       | 1                                                       | 1                                                       | 2                                                       | ex aequo 23                                             | ex aequo 21                                             |
| 27                                                      | Nauru                                                   | 0                                                       | 1                                                       | 1                                                       | 2                                                       | ex aequo 23                                             | ex aequo 21                                             |
| 30                                                      | Bangladesh                                              | 0                                                       | 1                                                       | 0                                                       | 1                                                       | ex aequo 23                                             | ex aequo 31                                             |
| 30                                                      | Grenade                                                 | 0                                                       | 1                                                       | 0                                                       | 1                                                       | ex aequo 23                                             | ex aequo 31                                             |
| 30                                                      | Lesotho                                                 | 0                                                       | 1                                                       | 0                                                       | 1                                                       | ex aequo 23                                             | ex aequo 31                                             |
| 33                                                      | Trinité-et-Tobago                                       | 0                                                       | 0                                                       | 3                                                       | 3                                                       | ex aequo 23                                             | ex aequo 16                                             |
| 34                                                      | Seychelles                                              | 0                                                       | 0                                                       | 2                                                       | 2                                                       | ex aequo 23                                             | ex aequo 21                                             |
| 35                                                      | Barbade                                                 | 0                                                       | 0                                                       | 1                                                       | 1                                                       | ex aequo 23                                             | ex aequo 31                                             |
| 35                                                      | Fidji                                                   | 0                                                       | 0                                                       | 1                                                       | 1                                                       | ex aequo 23                                             | ex aequo 31                                             |
| 35                                                      | Mozambique                                              | 0                                                       | 0                                                       | 1                                                       | 1                                                       | ex aequo 23                                             | ex aequo 31                                             |
| 35                                                      | Samoa                                                   | 0                                                       | 0                                                       | 1                                                       | 1                                                       | ex aequo 23                                             | ex aequo 31                                             |
| 35                                                      | Swaziland                                               | 0                                                       | 0                                                       | 1                                                       | 1                                                       | ex aequo 23                                             | ex aequo 31                                             |
|                                                         |                                                         | 245                                                     | 241                                                     | 255                                                     | 743                                                     |                                                         |                                                         |